# 浜松市消防航空隊
浜松市消防航空隊（はままつししょうぼうこうくうたい）は、浜松市消防局の組織。警防課に属する。消防防災ヘリコプターを保有・運用し、ヘリコプターを用いた消防・防災活動を主任務とする。

## 概要
ヘリポートは消防航空隊のために新設された浜松市消防ヘリポートを基地とする。使用機体はユーロコプター AS 365 1機。愛称の「はまかぜ」は公募により2009年に決定されている。
航空隊は2009年4月1日に創設され、機体の納入は同年12月。隊員数は隊員9名（操縦士3名、整備士2名、救助隊員4名）を予定、2010年4月より仮運用を開始し、5月より本格運用に入った。
県内の消防・防災航空隊である静岡県消防防災航空隊および静岡市消防航空隊と相互応援協定を結んでおり、連携して消防・防災活動を行なうことになっている。緊急消防援助隊の静岡県隊に登録しており、2011年3月11日の東北地方太平洋沖地震に伴う東日本大震災や2013年10月の平成25年台風第26号に伴う伊豆大島土砂災害に応援出場している。